# Ida Vitale
Ida Vitale (Montevideo, 2 november 1923) is een Uruguayaans dichteres en vertaler. In 2018 won Vitale de Cervantesprijs, de hoogste onderscheiding voor literatuur in het Spaans.
Vitale maakte deel uit van de zg. "Generatie van 45", waartoe onder meer ook behoorden Juan Carlos Onetti, Mario Benedetti, Sarandy Cabrera, Carlos Martínez Moreno, Ángel Rama, Carlos Real de Azúa, Carlos Maggi, Alfredo Gravina, Mario Arregui, Amanda Berenguer, Humberto Megget, Emir Rodríguez Monegal, Gladys Castelvecchi en José Pedro Díaz.
Vitale is inmiddels 100 jaar oud.